# Aeropostal Alas de Venezuela
Aeropostal Alas de Venezuela – wenezuelska linia lotnicza z siedzibą w Maiquetía. Głównym węzłem jest port lotniczy Caracas.